# Ministerstwo Spraw Zagranicznych (Turcja)
Ministerstwo Spraw Zagranicznych Turcji (tur. Türkiye Cumhuriyeti Dışişleri Bakanlığı) – ministerstwo Republiki Tureckiej odpowiedzialne za stosunki międzynarodowe Turcji.  Ministerstwo ma siedzibę w stolicy Turcji – Ankarze. Podlega  mu obecnie (2017) 236 przedstawicielstw dyplomatycznych zagranicą  (135 ambasad, 13 stałych przedstawicielstw w organizacjach międzynarodowych, 86  konsulatów generalnych, 1 agencja konsularna and 1 biuro handlowe). Funkcję ministra sprawuje od 29 sierpnia 2014 Mevlüt Çavuşoğlu.

## Historia
W Imperium Osmańskim  sprawy zagraniczne były do XIX wieku przez  głównego sekretarza (tur. Reis ül-Küttab). W 1836 sekretariat został przekształcony w ministerstwo, zaś Yozgatlı Akif Efendi, ostatni Reis ül-Küttab  został mianowany pierwszym ministrem spraw zagranicznych Imperium Osmańskiego.
Podczas tureckiej wojny o niepodległość obradujące w Ankarze Wielkie Zgromadzenie Narodowe Turcji wyłoniło 3 maja 1920 rząd pod przewodnictwem Mustafy Kemala (Atatürka). Ministrem spraw zagranicznych w tym rządzie został Bekir Sami Kunduh. Po proklamacji w 1923 Republiki Tureckiej i obaleniu sułtanatu ministerstwo przejęło reprezentację spraw zagranicznych Turcji de iure. W 1927 organizację i strukturę ministerstwa  uregulowała ustawa nr 1154, stanowiąca do dziś dnia podstawę jego działalności i struktury. Od 1920 urząd sprawowało 43 ministrów.